# Флаг муниципального округа Солнцево
Флаг муниципального округа Со́лнцево в Западном административном округе города Москвы Российской Федерации — опознавательно-правовой знак, служащий официальным символом муниципального образования.
Первоначально данный флаг был утверждён 30 марта 2004 года как флаг муниципального образования Солнцево.
Законом города Москвы от 11 апреля 2012 года № 11, муниципальное образование Солнцево было преобразовано в муниципальный округ Солнцево.
Решением Совета депутатов муниципального округа Солнцево от 24 января 2018 года № 7\2 данный флаг был утверждён флагом муниципального округа Солнцево.
Флаг внесён в Государственный геральдический регистр Российской Федерации с присвоением регистрационного номера 11770.

## Описание
Описание флага, утверждённое в 2004 году, гласило:
«Флаг муниципального образования Солнцево представляет собой двустороннее, прямоугольное полотнище с соотношением сторон 2:3.
Полотнище флага состоит из двух равновеликих вертикальных полос: прилегающей к древку жёлтой и красной.
В центре полотнища помещено изображение жёлто-красного солнца с восемью красными и восемью жёлтыми лучами, в котором меньшее красно-жёлтое солнце с восемью красными и восемью жёлтыми лучами. Габаритные размеры изображения составляют 13/24 длины и 13/16 ширины полотнища».
Описание флага, утверждённое в 2018 году, гласит:
«Прямоугольное двухстороннее полотнище красного и жёлтого цвета с отношением ширины к длине 2:3, несущее в середине полотнища фигуры из герба муниципального округа Солнцево, выполненные красным и жёлтым цветом».
Геральдическое описание герба гласит: «В рассечённом золотом и червлёном поле — пламенеющее солнце переменных цветов с диском в цвета поля, обременённым меньшим пламенеющим солнцем (без изображения лица), также переменных цветов».

## Обоснование символики
Красно-золотое солнце отражает название муниципального образования и является гласным символом. Топоним «Солнцево» возникло при образовании в августе-сентябре 1938 года дачного посёлка в юго-западной части Московской области. По одной из версий, посёлок был так назван в связи с установившейся в те дни жаркой, солнечной погодой. Затем это название унаследовали посёлок городского типа (1969 год), город областного подчинения (1971 год), район города Москвы (1984 год), а с 1991 года муниципальный округ в Западном административном округе, а затем район города Москвы и муниципальное образование Солнцево.